# Peter-Erwin Jansen
Peter-Erwin Jansen  (* 1957 in Zell) ist ein deutscher Publizist, Philosoph und  Sozialwissenschaftler.

## Leben
Jansen studierte Philosophie, Soziologie, Germanistik und Politik in Frankfurt am Main u. a. bei Jürgen Habermas. Mitte der 1980er Jahre war Jansen sowohl in der Redaktion der Rezensionszeitschrift LISTEN (Frankfurt/Main) als auch in der Redaktion der sozialistischen Monatszeitschrift links des Sozialistischen Büros in Offenbach. Zusammen mit Gerhard Krum war er dort von 1987 bis 1992 verantwortlicher Redakteur. Als Dozent für Soziologie und Gerontologie unterrichtete er von 2004 bis 2013 an der Altenfachpflegeschule der Martin-Luther-Stiftung in Hanau und lehrt seit 2009 an der Hochschule Koblenz, FB Sozialwissenschaften, als „Lehrkraft für besondere Aufgaben zur Vermittlung der praktischen Umsetzung und Anwendung sozialwissenschaftlicher Handlungskonzepte“. Dort hatte er 2013 eine Vertretungsprofessur für „Sozialwissenschaftliche Grundlagen in der Sozialen Arbeit“ inne. Im Herbst 2019 lehrte er als Gastprofessor an der University of California in St. Barbara.
Von September 2021 bis September 2024 studierte Jansen an der Touro University in Berlin/New York "Holocaust Communication and Tolerance". Seine Master Thesis bearbeitet den Bericht des Holocaust-Überlebenden Fritz Joseph – (Cousin von Herbert Marcuse) und Ergänzungen mit weiteren historischen Dokumenten, sowie der Struktur und der Bedeutung des Transitlagers Westerbork in den Niederlanden. (vgl. hierzu auch: Weises Schweigen? Stummes Schweigen!                                        Herbert Marcuse und der Holocaust. In: "Münchner Beiträge zur Jüdischen Geschichte und Kultur. Die Frankfurter Schule und der Holocaust, S. 62–75)
Jansen führte Interviews und Gespräche mit Gefangenen im Todesgefängnis von Huntsville/Texas. Diese und andere Themen über die amerikanische Gesellschaft wurden in dem Band Streiflichter aus Amerika publiziert. Zudem gibt Jansen ausgewählte Schriften aus dem Nachlass von Herbert Marcuse und von Leo Löwenthal heraus. Jansen ist, sowohl publizistisch als auch rechtlich, als Vertreter der Nachlasseigentümer für die Nachlässe von Herbert Marcuse und Leo Löwenthal verantwortlich. Er ist außerdem Mitglied im Vorstand der International Herbert Marcuse Society, die seit 2013 den offiziellen Status einer „Non-Profit Organization“, Sitz in Philadelphia, erhalten hat.
Vom 5. bis 8. Oktober 2023 war er mit Inka Engel (Universität Koblenz) hauptverantwortlich für die Organisation der 10. internationale Konferenz der Internationalen Herbert Marcuse Society (IHMS): Critical Theory in Motion – Dance into Multidimensionality. Unter anderen mit Keynote-Speakerin Corine Pelluchon (Gustave Eiffel Universität, Paris), Stephan Lessenich (Direktor des Instituts für Sozialforschung, Frankfurt), Lars Rensmann und Karin Stögner (Universität Passau), Thomas Gebauer (ehem. Geschäftsführer von medico international). Insgesamt nahmen 100 Wissenschaftlerinnen und Wissenschaftler aus 12 Nationen an dieser Konferenz teil.

## Schriften
- Über Herbert den Greisen und Leo den Weisen. Aufsätze. Mit Briefen von Herbert Marcuse und Leo Löwenthal sowie Einleitung von Martin Jay, zu Klampen Verlag, Springe 2021, ISBN 978-3-86674-790-6.
- Befreiung Denken – Ein politischer Imperativ. Materialien zu Herbert Marcuse. 2. erweiterte Auflage, Verlag 2000, 1989
- Streiflichter aus Amerika. Essays zu Gesellschaft und Gewalt. Interviews zum Kommunitarismus. Campus Verlag, Frankfurt am Main 1997, ISBN 3-593-35896-4
- Zwischen Hoffnung und Notwendigkeit. Texte zu Herbert Marcuse. Neue Kritik, 1999, ISBN 3-8015-0333-X

## Herausgeberschaft
Aus dem Nachlass von Leo Löwenthal erschienen:
- Das Utopische soll Funken schlagen. Zum 100. Geburtstag von Leo Löwenthal. Einleitung Helmut Dubiel, Vittorio Klostermann 2000, ISBN 3-465-03117-2
- In steter Freundschaft. Briefwechsel Leo Löwenthal und Siegfried Kracauer. 1921–1966. Einleitung Martin Jay. (Hrsg.) Peter-Erwin Jansen, Christian Schmidt, zu Klampen 2003, ISBN 3-934920-27-6

Aus dem Nachlass Herbert Marcuses erschienen:
- Feindanalysen. Über die Deutschen. Einleitung Detlev Claussen, zu Klampen Verlag Springe 1998. ISBN 3-924245-68-1.
- Das Schicksal der bürgerlichen Demokratie. Einleitung Oskar Negt, zu Klampen Verlag Springe 1999. ISBN 3-924245-83-5.
- Kunst und Befreiung. Einleitung Gerhard Schweppenhäuser, zu Klampen Verlag Springe 2000. ISBN 3-924245-84-3.
- Philosophie und Psychologie. Einleitung Alfred Schmidt, zu Klampen Verlag Springe 2002. ISBN 3-924245-85-1.
- Die Studentenbewegung und ihre Folgen. Einleitung Wolfgang Kraushaar, zu Klampen Verlag Springe 2004. ISBN 3-924245-86-X.
- Feindanalysen. Über die Deutschen. Einleitung Detlev Claussen. Erweiterte Neuauflage, zu Klampen Verlag Springe 2007. ISBN 978-3-86674-003-7.
- Ökologie und Gesellschaftskritik. Einleitung Iring Fetscher, zu Klampen Verlag Springe 2009. ISBN 978-3-924245-87-0.

Mit Charles Reitz veröffentlichte er 2015 den Band
- Herbert Marcuse's 1974 Paris Lectures at Vincennes University. Introduction by Sarah Surak. Afterword by Douglas Kellner, Frankfurt/Kansas City. ISBN 978-1-5123-1902-6.